# Perizoma ecbolobathra
Perizoma ecbolobathra là một loài bướm đêm trong họ Geometridae.